# Episodi di Feria - La luce più oscura
La prima stagione della serie televisiva spagnola Feria - La luce più oscura (Feria: la luz más oscura), composta da 8 episodi, è stata distribuita in prima visione in Spagna sul servizio di streaming Netflix il 28 gennaio 2022.
In Italia la stagione è stata distribuita sul servizio di streaming Netflix il 28 gennaio 2022.
| nº | Titolo originale           | Titolo italiano            | Pubblicazione Spagna | Pubblicazione Italia |
| -- | -------------------------- | -------------------------- | -------------------- | -------------------- |
| 1  | El lago rojo               | Il lago rosso              | 28 gennaio 2022      | 28 gennaio 2022      |
| 2  | Babilonia                  | Babilonia                  | 28 gennaio 2022      | 28 gennaio 2022      |
| 3  | Ofrenda                    | Offerta                    | 28 gennaio 2022      | 28 gennaio 2022      |
| 4  | El templo                  | Il tempio                  | 28 gennaio 2022      | 28 gennaio 2022      |
| 5  | Dios del fuego             | Il dio del fuoco           | 28 gennaio 2022      | 28 gennaio 2022      |
| 6  | Feria de sangre            | Feria sanguinaria          | 28 gennaio 2022      | 28 gennaio 2022      |
| 7  | El apocalipsis según Pablo | L'apocalisse secondo Pablo | 28 gennaio 2022      | 28 gennaio 2022      |
| 8  | El Rey Solitario           | Il Re Solitario            | 28 gennaio 2022      | 28 gennaio 2022      |

## Il lago rosso
- Titolo originale: El lago rojo
- Diretto da: Jorge Dorado
- Scritto da: Agustín Martínez & Carlos Montero

### Trama
Una tragedia sconvolge i cittadinani di Feria, lasciando le sorelle Sofía ed Eva sconvolte e interrogate su ciò che sanno dei loro genitori.

## Babilonia
- Titolo originale: Babilonia
- Diretto da: Jorge Dorado
- Scritto da: Agustín Martínez & Carlos Montero

### Trama
Durante la ricerca di risposte su dove si trova sua madre, Sofía viene portata in un nuovo mondo. I cittadini di Feria iniziano a rivoltarsi contro le due sorelle: Sofía ed Eva.

## Offerta
- Titolo originale: Ofrenda
- Diretto da: Jorge Dorado
- Scritto da: Agustín Martínez, Carlos Montero & Mikel Santiago

### Trama
Guillén viene confuso dai dettagli dell'omicidio di padre Ezcaray. Sofía sprofonda più a fondo nella sua nuova vita, mentre l'intervista di sua sorella Eva prende una piega soprannaturale.

## Il tempio
- Titolo originale: El templo
- Diretto da: Jorge Dorado
- Scritto da: Agustín Martínez & Carlos Montero

### Trama
Nel 1975 Elena lotta per combattere ciò che suo padre vuole che lei faccia ritualisticamente, con ciò che vede come il suo futuro. Con l'arrivo degli anni 90, gli abitanti di Feria dovranno affrontare nuove sfide.

## Il dio del fuoco
- Titolo originale: Dios del fuego
- Diretto da: Carles Torrens
- Scritto da: Agustín Martínez & Carlos Montero

### Trama
Estrella per saperne di più sul Culto della Luce indaga sullo gnosticismo, che infine la porta a una grande scoperta. Chisco rivela ad Eva la sua preoccupazione per Sofia.

## Feria sanguinaria
- Titolo originale: Feria de sangre
- Diretto da: Carles Torrens
- Scritto da: Agustín Martínez, Carlos Montero & Mikel Santiago

### Trama
Sofía ed Eva ricevono un messaggio segreto, che si traduce in un incontro clandestino. Così Sofía dovrà fare una scelta tra sua sorella Eva e il culto.

## L'apocalisse secondo Pablo
- Titolo originale: El apocalipsis según Pablo
- Diretto da: Carles Torrens
- Scritto da: Agustín Martínez & Carlos Montero

### Trama
Mentre intervista i membri della setta che sono alla ricerca di risposte, Guillén è costantemente frustrato. Pablo parla francamente con le sue figlie: Sofía ed Eva.

## Il Re Solitario
- Titolo originale: El Rey Solitario
- Diretto da: Jorge Dorado
- Scritto da: Agustín Martínez & Carlos Montero

### Trama
Il Culto della Luce e i suoi demoni fanno del loro meglio per convincere Sofía ad aprire il quinto sigillo, mentre Guillen ha una rivelazione da confessare.